# Vall de Bardaixí
La Vall de Bardaixí és un municipi de l'Aragó, a la comarca de la Ribagorça. La vall és accidentada pel sector occidental del massís del Turbó i està drenada pel Rialbo o barranc de Llert.
La temperatura mitjana anual és de 10,5° i la precipitació anual, 1050 mm.

## Entitats de població

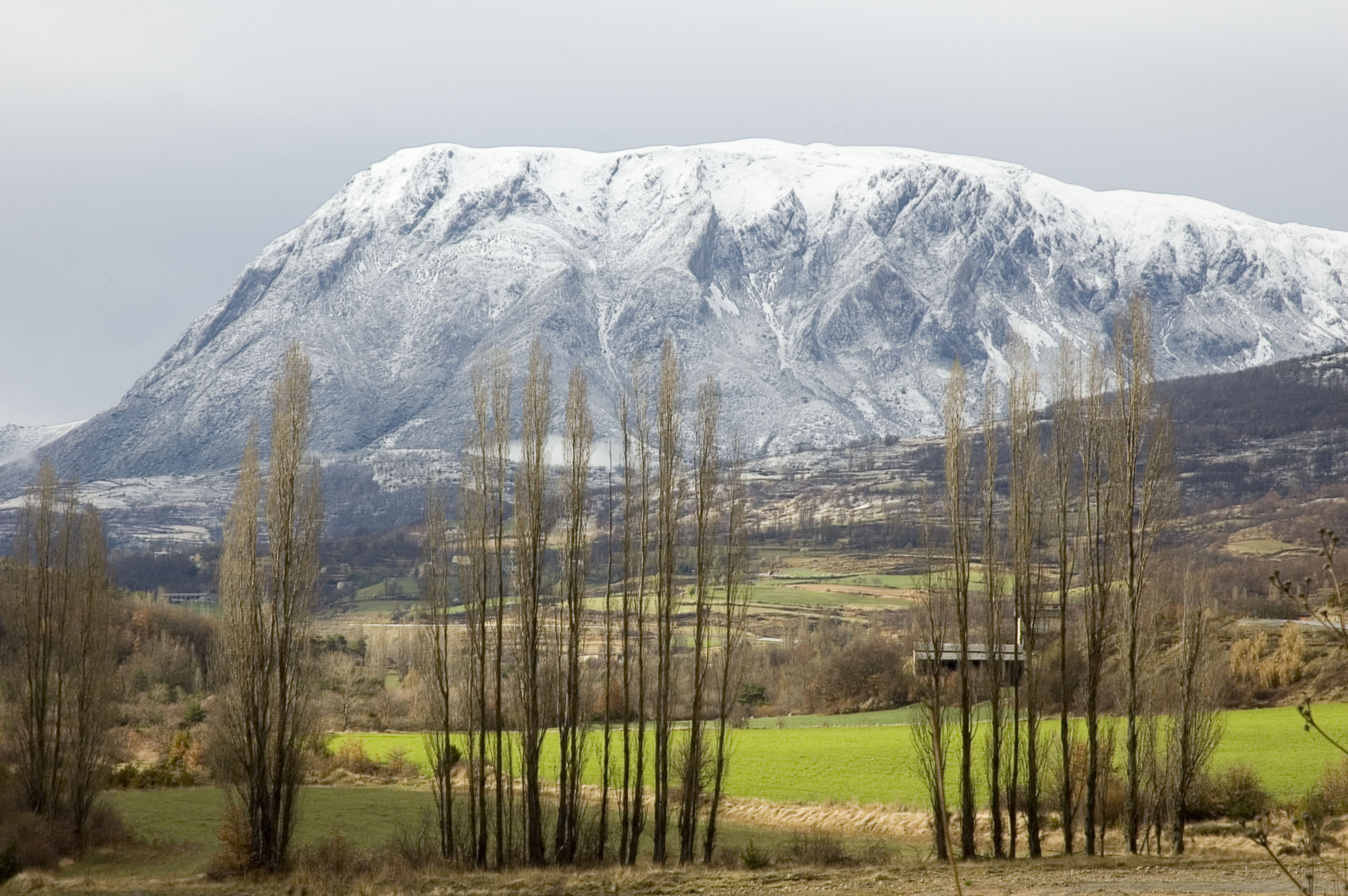
El Turbó.

La vall comprèn els pobles del municipi de Llert:
- Llert.
- Aguascaldas. Aquest llogaret està en el límit lingüístic entre l'aragonès i el català.[5] Està situat a 873 metres d'altitud.[6]
- Biescas o Biesques.[7]
- Santa Maura.
- Esterún.